# VV Nieuwerkerk
VV Nieuwerkerk is een op 20 juli 1929 opgerichte amateurvoetbalvereniging uit Nieuwerkerk aan den IJssel, gemeente Zuidplas, Zuid-Holland, Nederland. De vereniging heeft zo'n 2300 leden en is daarmee een van de grootste voetbalclubs van Nederland. Sinds augustus 1971 speelt vv Nieuwerkerk op Sportpark Dorrestein. Het complex telt zeven velden, waarvan zes met kunstgras en verlichting.

## Geschiedenis
Op 20 juli 1929 wordt de Nieuwerkerkse voetbalvereniging ‘D.O.S.’ opgericht. D.O.S. begint in de 3e klasse van de GVB (Goudsche Voetbal Bond). Omdat er binnen de G.V.B. al een club uitkomt met de naam ‘D.O.S. verandert de naam al snel in voetbalvereniging ‘Nieuwerkerk‘.
Nieuwerkerk speelde tot augustus 1971 op een veld aan de Rijskade. In 1971 verhuisde Nieuwerkerk naar het complex Sportpark Dorrestein, waar de kantine en kleedkamers door eigen leden werden gebouwd. In 1997 werd het complex uitgebreid met de Dick Linkerhof-tribune met twee kleedkamers. De tribune is vernoemd naar een van de meest betrokken vrijwilligers. De laatste uitbreiding van het complex werd in 2017 geopend, een nieuw gebouw met elf kleedkamers en diverse ruimtes voor commissies, fysiotherapie, sponsors en supporters. Het aantal velden is in de loop van de jaren uitgebreid naar zeven, waarvan er inmiddels zes kunstgras en verlichting hebben.
Door groei van het aantal inwoners in de omgeving en de populariteit van vrouwenvoetbal steeg het aantal leden continu. Momenteel heeft vv Nieuwerkerk zo'n 2300 leden en is daarmee een van de grootste amateurvoetbalverenigingen van Nederland.
Het eerste elftal speelde tot het seizoen 2017-2018 op zondag. Het hoogste niveau bereikte vv Nieuwerkerk in het seizoen 2016-2017 toen het Hoofdklasse speelde. In het seizoen 2017-2018 startte vv Nieuwerkerk op zaterdag in de vierde klasse. Momenteel speelt Nieuwerkerk in de tweede klasse.

## Standaardelftallen

#### Competitieresultaat 2017-heden (zaterdag)
| 6 4E |

| 1 4F |

| 2* 3D |

| 2* 3D |

| 1 3D |

| 3 2C |

| 8 2D |

| — 2 |

- = Dit seizoen werd stopgezet vanwege de uitbraak van het coronavirus. Er werd voor dit seizoen geen officiële eindstand vastgesteld.

| Tweede divisie | Derde divisie | Vierde divisie | Eerste klasse |
| Tweede klasse  | Derde klasse  | Vierde klasse  | Vijfde klasse |

### Zondag
Het standaardelftal in het zondagvoetbal speelde laatstelijk in het seizoen 2017/18, waar het uitkwam in de Eerste klasse van het KNVB-district West-II.
In het seizoen 2010/11 werd het team klassekampioen in 2B. In het seizoen 2015/16 kwam het team een enkel seizoen uit in de Hoofdklasse, de hoogst bereikte klasse. Het was ingedeeld in de zondag Hoofdklasse A.

#### Competitieresultaten 1957–2018
| 6 4E |

| 10 4? |

| 10 4C |

| 8 4E |

| 10 4F |

| 10 4E |

| 9 4D |

| 10 4E |

|  |

|  |

|  |

| 8 4F |

| 9 4H |

| 5 4C |

| 7 4C |

| 9 4E |

| 3 4E |

| 2 4E |

| 12 4E |

|  |

|  |

|  |

|  |

|  |

| 2 4E |

| 10 4E |

| 4 4D |

| 3 4E |

| 7 4E |

| 11 4E |

| 10 4E |

| 8 4E |

| 6 4C |

| 7 4D |

| 11 4D |

|  |

|  |

|  |

|  |

|  |

| 9 5C |

| 9 5C |

| 1 5A |

| 7 4G |

| 3 4G |

| 1 4E |

| 1 3C |

| 3 2D |

| 7 2C |

| 6 2D |

| 2 2D |

| 2 2D |

| 7 2D |

| 5 2D |

| 1 2D |

| 7 1B |

| 9 1B |

| 2 1B |

| 2 1B |

| 12 A |

| 5 1B |

| 3 1B |

| Hoofdklasse | Eerste klasse | Tweede klasse | Derde klasse | Vierde klasse | Vijfde klasse |

In elke staaf van de grafiek staat van boven naar beneden vermeld: 
- Eindnotering

Dit is de positie die de club heeft bereikt in de competitie, zonder eventuele beslissings-, play-off- of nacompetitiewedstrijden die nodig zijn geweest om bijvoorbeeld de kampioen van de competitie te bepalen.
Indien een * achter het getal staat is de notering een tussenstand en kan het zijn dat de notering niet overeenkomt met de uiteindelijke eindstand van de competitie.
Staat er een - dan is het seizoen nog bezig en is er geen definitieve uitslag bekend.
Staat er xx op de positie van de notering, dan heeft de club vroegtijdig de competitie verlaten. Dit kan onder andere komen door terugtrekking van het team, faillissement van de club of door een uitgedeelde straf van de KNVB. In veel gevallen staat elders in het artikel de reden vermeld.
Staat er een ? dan is het resultaat uit het verleden onbekend, en is alleen de competitie of het niveau bekend van dat seizoen.
In de seizoenen 2019/20 en 2020/21 werd wegens de coronacrisis het amateurvoetbal afgebroken. Daardoor kennen deze staven geen eindklassering (middels -- weergegeven).
- Competitieniveau en afdelingsletter of Officiële eindstand Eredivisie
  - Competitieniveau en afdelingsletter

Hierbij geeft het getal het niveau weer, dat ook terug te vinden is in de legenda. De letter is de afdelingsaanduiding en wordt gebruikt wanneer er meer afdelingen zijn op hetzelfde niveau. De afdelingsletter is altijd een hoofdletter en wordt meestal zonder nummer gebruikt.
Voorbeeld: 2F is niveau 2e klasse competitie F.
Het competitieniveau en nummer wordt niet vermeld wanneer er slechts één competitie van dit niveau was.
  - Officiële eindstand Eredivisie (getal staat tussen haakjes vermeld)

Sinds de introductie van play-offwedstrijden voor Europees voetbal na afloop van de reguliere competitie in 2005/06, is de KNVB verplicht een eindstand van de Eredivisie door te geven aan de UEFA aan de hand van deze play-offwedstrijden.
Bij deze eindstand staan clubs die zich hebben gekwalificeerd voor Europees voetbal hoger dan clubs die zich niet wisten te kwalificeren. Indien er geen verschil was tussen de eindnotering en de officiële eindstand, staat dit getal niet vermeld.

- Onderafdeling

Hier staat afgekort de naam van de onderafdeling indien de club in dat jaar in een onderafdeling uitkwam. Tevens staat deze afkorting in de legenda en wordt gelinkt naar het artikel over deze onderafdeling. Deze afkorting wordt alleen vermeld wanneer de club in het verleden in verschillende onderafdelingen heeft gespeeld. Deze vermelding is in de staaf altijd in kleine letters. Deze onderafdelingen zijn na het seizoen 1995/96 afgeschaft. Heeft de club in slechts één onderafdeling gespeeld, dan is dit alleen terug te vinden in de legenda.
Onder de staaf staat het jaartal vermeld waarin het seizoen is afgesloten. 15 verwijst naar het seizoen 2014/15 of eventueel het seizoen 1914/15.
Wanneer een staaf leeg is, zijn deze gegevens niet bekend. Het kan ook zijn dat de club dat seizoen niet heeft meegespeeld op het hogere amateurniveau, vroegtijdig de competitie heeft verlaten of uit de competitie is gezet.

In het seizoen 1944/45 was er wegens de Tweede Wereldoorlog geen regulier competitievoetbal.

## Bekende (oud-)spelers
- Ali Benomar
- Ronald Graafland
- Lex van Haeften
- Rick Ketting
- Antoine van der Linden
- Graeme Rutjes
- Merel Snoeck
- Joël Zwarts
- Nathan Tjoe-A-On

VV Groeneweg · VV Moordrecht · VV Moerkapelle · VV Nieuwerkerk